# Bengtskär
Bengtskär es un islote rocoso a 25 kilómetros (16 millas) al suroeste de Hanko, que es parte de la municipalidad de Dragsfjärd. Este territorio es el lugar más austral habitado en Finlandia, y se llega por ferry desde el pueblo de Kasnäs.
El faro del islote es el más alta en los países nórdicos, con una altura de la torre de 46 metros (151 pies). Fue construido en 1906 y, después de caer en el abandono en la década de 1980, fue reabierto en 1995 como el primer faro museo de Finlandia.
El faro fue bombardeado en la Primera Guerra Mundial y atacado de nuevo en la Segunda Guerra Mundial.